# ウィリアム・シャープ (作家)

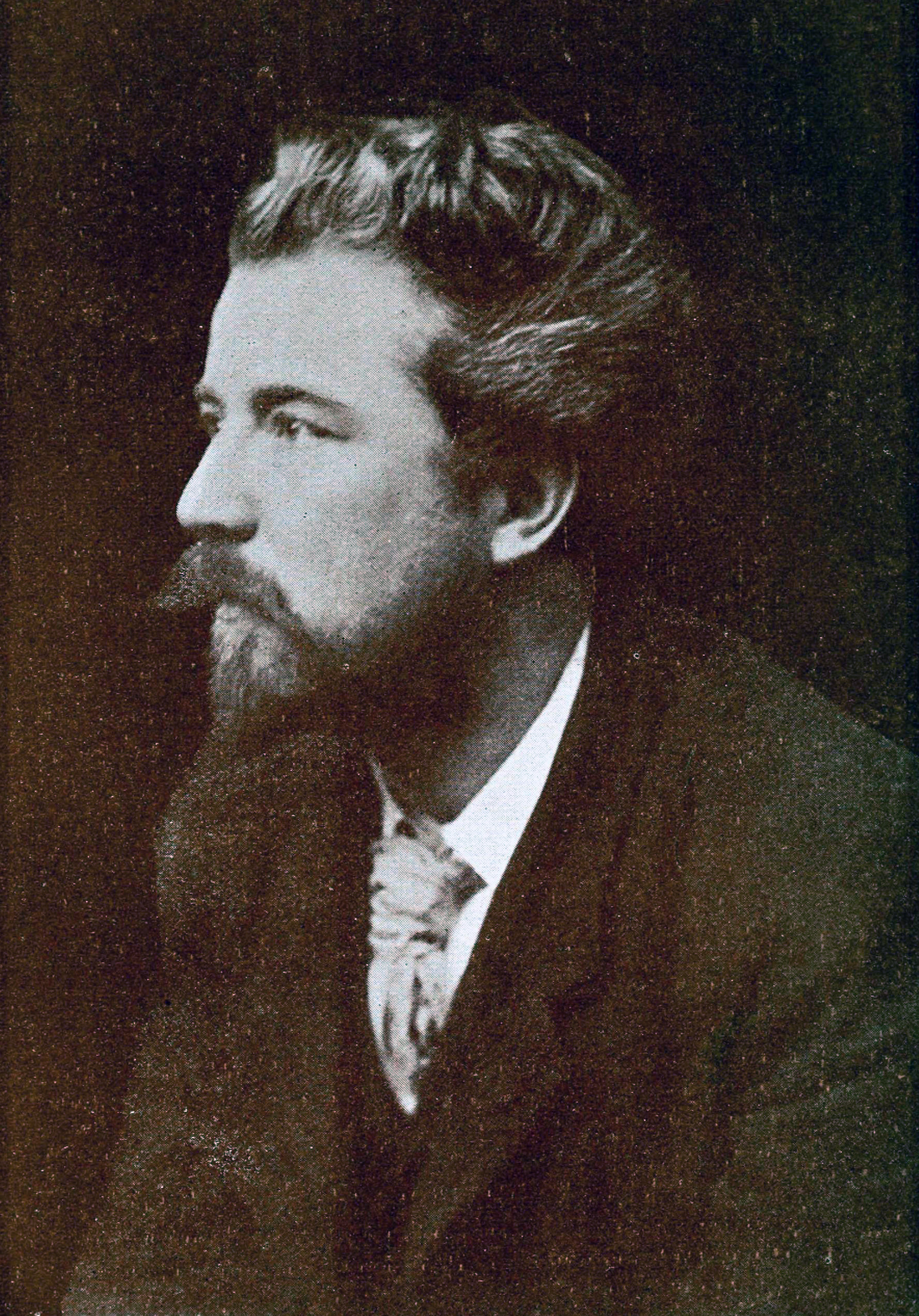
ウィリアム・シャープ（フレデリック・ホリヤー撮影、1894年）

ウィリアム・シャープ (英語: William Sharp、1855年9月12日 – 1905年12月12日) は、スコットランドの作家である。フィオナ・マクラウド（英語: Fiona Macleod）の筆名でも特に詩や伝記文学を発表していたが、このことは存命の間は伏せられていた。彼は、オシアンやウォルター・スコット、マシュー・アーノルド、アルジャーノン・チャールズ・スウィンバーン、ユージーン・リー＝ハミルトンらの編集者としても活動した。

## 生涯
シャープは、ペイズリーに生まれた。グラスゴー・アカデミーで学び、1871年にグラスゴー大学に入学したが、次の年には出席しなくなったため学位は取得していない。1874-5年の間は、グラスゴーの法律事務所で働いていた。1876年健康を害し、オーストラリアに転地療養に出された。1878年、ロンドンの銀行で働き始める。
彼は、ノエル・ペイトンを通じてダンテ・ゲイブリエル・ロセッティと知り合い、彼の主催する文学サークルに加入する。クラブには当時、ホール・ケインやフィリップ・バーク・マーストン、そしてスウィンバーンがいた。1884年、いとこのエリザベスと婚約し、1891年以降は旅行をしながらフルタイムで執筆活動を行った。
この頃、パトリック・ゲデスと彼の「エヴァーグリーン」誌を中心とする、ケルト主義を自認するエディンバラ・サークルにいた、作家エディス・ウィンゲイト・リンダーに対して、シャープは愛着を強めた。フィオナ・マクラウドとしての彼の著作にインスピレーションを与えたのは彼女であり、マクラウド名義の処女作『ファラシュ』（1894年）は彼女に捧げられた。
1890年代、アイルランド人のW・B・イェイツらがイングランドで、メンバーの大半がケルティック・フリンジ（イングランド周縁地域文化）出身の詩人の会「ライマーズ・クラブ」を結成して詩集を刊行していたが、同時期にスコットランドではシャープ、フィオナ・マクラウド（別人を装っていた）らが中心となってケルト復興運動を起こし、季刊誌『エヴァーグリーン』(Evergreen 1895年創刊) がその中心となった。世紀末から今世紀にかけてのケルト意識は、当時の人々が感じた物質主義への反発と閉塞感のなかで、「古代の情熱や信念」を吹き込むもの、失われた古き良き過去を懐古させる契機となるものであり、アイルランドやスコットランドなどのケルティック・フリンジでは、イングランドに対する自分たちの文化への覚醒と政治意識とが相俟って演出されていた。
スコットランドのシャープとアイルランドのイェイツはケルト文芸復興の指導者として親しくなった。フィオナ・マクラウドは直感、本能、感傷、脆弱、受動的、迷信的といったキーワードでケルト世界の人々を描き、その小説は20世紀のケルトをミステリアスに描くのに大きな役割を果たした。イェイツは彼女のケルト世界に強い関心を抱き、書評で次のように評している｡「確かなのは、(マクラウド）は、ケルト精神を抱きそれを信じる人たちのように、太古の世界を開く扉の鍵を持っていたことだ。その世界は、民族が物質的進歩に身を投じた結果、繁栄する民族の背後に隠されていた｣｡
シャープもまた、ケルト文化をヴィクトリア朝の中流階級に代表されるフィリスティニズム（俗物根性、実利主義）を癒し補完するものと捉えたマシュー・アーノルド的な脈絡の中で描き、ケルト的要素をイングランドと対比させようと試み、ケルト復興運動で役割を担った。イェイツの友人でもあったジョージ・ウィリアム・ラッセルは、「ニューアイルランド・レビュー」でシャープの思想は不健全であり、まがいもののケルト主義だとして批判している。
イェイツとシャープは、ケルトをアイルランドとスコットランドを含む概念と考え、両地域の連携を支持し、共に神話・民話から影響を受け、作品に表れるケルト観は、近代社会からの隔絶、過去への郷愁、神秘の探求といった面が共通していた。イェイツははじめ、マクラウドを評価してシャープをあまり評価せず、後にこの二人が同一人物であることを突き止めた。イェイツがフィオナ・マクラウドがシャープであると知ったのは、1897年になってからであるといわれる。二人の複雑で矛盾した関係は、ケルト復興運動における中心的な緊張関係となった。二人は多くの問題意識を共有し、一時期親密に交流したが、ケルト復興運動の方向性の違いなどから関係は冷え、それに伴ってアイルランドとスコットランドの連携の機運も衰退した。
シャープは、マクラウドとの二重の人格のひずみが増していくことを自覚し、「フィオナ・マクラウド」がその二重のアイデンティティに気づかれずに執筆する必要がある場合、シャープは妹（メアリ・ベアトリス・シャープ）に口述筆記してもらい、その筆跡をフィオナのものということにした。マクラウドを名乗っていたころ、シャープは黄金の夜明け団に参加していた。
シャープは、シチリアで亡くなり、マニアーチェのサンタ・マリア修道院に埋葬された。1910年、エリザベス・シャープは回想録の形で彼の伝記を出版し、名義の偽りに創作上の必要性があったことを説明し、また、彼の作品の全集を編集した。

## 作品
- Dante Gabriel Rossetti: A Record and Study (1882)
- The Human Inheritance, The New Hope, Motherhood and Other Poems (1882)
- Sopistra and Other Poems (1884);
- Earth's Voices (1884) poems
- Sonnets of this century (1886) editor
- Sea-Music: An Anthology of Poems (1887)
- Life of Percy Bysshe Shelley (1887)
- Romantic Ballads and Poems of Phantasy (1888)
- Sport of chance (1888) novel
- Life of Heinrich Heine (1888)
- American Sonnets (1889)
- Life of Robert Browning (1889)
- The Children of Tomorrow (1889)
- Sospiri di Roma (1891) poems
- Life of Joseph Severn (1892)
- A Fellowe and his Wife (1892)
- Flower o' the Vine (1892)
- Vistas (1894);
- Pharais (1894) novel as FM
- The Gypsy Christ and Other Tales (1895)
- Mountain Lovers (1895) novel as FM
- The Laughter of Peterkin (1895) as FM
- The Sin-Eater and Other Tales (1895) as FM
- Ecce puella and Other Prose Imaginings (1896)
- Green Fire: A Romance (1896) novel as FM
- The Washer of the Ford (1896) novel as FM
- Fair Women in Painting and Poetry (1896)
- Lyra Celtica: An Anthology of Representative Celtic Poetry (1896)
- By Sundown Shores (1900) as FM
- The Divine Adventure (1900) as FM
- Iona (1900) as FM
- From the Hills of Dream, Threnodies Songs and Later Poems (1901) as FM; カーソン・マッカラーズの小説『心は孤独な狩人』のもとになった一節、「わたしの心は孤独な狩人、寂しい丘に狩りをする」で有名な詩「孤独な狩人」が収録されている。
- The Progress of Art in the Nineteenth century (1902)
- Wind and wave: selected tales (1902)
- The House of Usna (1903) play as FM
- Literary Geography (1904)
- The Winged Destiny: Studies in the Spiritual History of the Gael (1904) as FM and dedicated to Dr John Goodchild
- The Immortal Hour (1908) play as FM
- Selected writings (1912) 5 Vols.
- The Hills of Ruel, and Other Stories (1921) as FM

## 作品（日本語訳）
- 『ケルト民話集』（フィオナ・マクラウド名義、荒俣宏訳、ちくま文庫、1991年）
- 『かなしき女王　ケルト幻想作品集』（フィオナ・マクラウド名義、松村みね子訳、沖積舎、1999年／ちくま文庫、2005年）、各・新版
  - 『片山廣子幻想翻訳集 - ケルティック・ファンタジー』(片山廣子（松村みね子）訳、未谷おと編「銀河叢書」幻戯書房、2020年）
- 『夢のウラド　F・マクラウド/W・シャープ幻想小説集』（中野善夫訳、国書刊行会、2018年）

## 大衆文化への受容
ディズニーによる2017年の映画『美女と野獣』において、エマ・ワトソン演じる登場人物ベルが、野獣に向けてシャープの詩『水晶の森』の一節を歌うシーンがある。

### テクスト
- ウィリアム・シャープの作品 （インターフェイスは英語）- プロジェクト・グーテンベルク
- William Sharpに関連する著作物 - インターネットアーカイブ
- Fiona Macleodに関連する著作物 - インターネットアーカイブ
- ウィリアム・シャープの著作 - LibriVox（パブリックドメインオーディオブック）
- "The Little Book of the Great Enchantment" Biography of William Sharp by Steve Blamires (RJ Stewart Publications 2008)
- Sharp's poems online, volume 1, volume 2[リンク切れ], volume 3
- Guide to the William Sharp Papers at The Bancroft Library
- The William Sharp "Fiona Macleod" Archive containing the Letters of William Sharp "Fiona Macleod" Edited by William F. Halloran, University of Wisconsin, Milwaukee. Sponsored by the Institute of English Studies. University of London
- William Sharp - Library of Congress Authorities, with 61 catalogue records
- Fiona McLeod - Library of Congress Authorities, with 42 catalogue records
- マクラウド フィオナ：作家別作品リスト - 青空文庫